# بازی تاج‌وتخت (فصل ۱)
فصل اول مجموعه تلویزیونی بازی تاج‌وتخت از تاریخ ۱۷ آوریل ۲۰۱۱ پخش آن آغاز شد و در ۱۹ ژوئن ۲۰۱۱ پایان یافت. این فصل شامل ۱۰ قسمت بود که هر کدام در حدود ۵۵ دقیقه بودند. این فصل برگرفته از رمان بازی تاج‌وتخت، اولین کتاب از سری رمان‌های ترانه یخ و آتش اثر جرج آر. آر. مارتین می‌باشد. داستان آن در جهانی خیالی، در قاره‌ای با نام وستروس و قاره‌ای دیگر در شرق با نام ایسوس اتفاق می‌افتد. در این داستان خاندان استارک به رهبری لرد ادارد استارک (شان بین) پی به نقشه‌ای علیه شاه رابرت براتیون می‌برد که موجب مرگ مشکوک مشاور او جان آرین شده‌است.

## داستان
این سریال تلویزیونی، چندین خط داستانی مطرح‌شده در کتاب‌های ترانه یخ و آتش را دنبال می‌کند. جرج آر. آر. مارتین در مورد فیلم‌نامه قسمت آزمایشی سریال می‌گوید که بسیار به متن رمان وفادار است. سریال از آنجایی شروع می‌شود که شاه رابرت براتیون (مارک ادی) از لرد ادارد «ند» استارک (شان بین) درخواست می‌کند تا مشاورش شود. ند و همسرش کتلین (میشل فرلی) نامه‌ای از خواهر کتلین، لیسا (کتی دیکی) دریافت می‌کنند که در آن او خانواده لنیستر (که از آن‌ها سرسی لنیستر همسر رابرت و ملکه می‌باشد) را عامل قتل مشاور قبلی می‌داند. ند باید به جنوب سفر کند تا پادشاه را در امر پیدا کردن قاتل جان آرین (جان استندینگ) یاری کند، در حالی که باید از خانواده خودش نیز در مقابل لنیسترها محافظت نماید. زمانی که او در حال مکاشفه دربارهٔ قتل جان آرین است، به رازهای سیاهی در مورد لنیسترها پی می‌برد که خود جان آرین به خاطر دانستن و تلاش برای افشای آن‌ها، کشته شده‌است.
همزمان، در قاره‌ای دیگر در شرق وستروس به نام ایسوس، ویسریس تارگرین (هری لوید) پسر شاه مخلوع و تبعید شده، خودش را هنوز پادشاه به حق وستروس می‌داند. او خواهرش، دنریس تارگرین (امیلیا کلارک) را مجبور به ازدواج با کال دروگو (جیسون موموآ) پادشاه قبیله دوتراکی‌ها می‌کند تا با ارتش آن‌ها به وستروس یورش برده و پادشاهی هفت اقلیم را به دست آورد. اما عشق به وجود آمده بین دنریس و کال و اختیارات جدید او به عنوان کالیسی دوتراکی‌ها (ملکه دوتراکی‌ها) نقشه‌های ویسریس را با مشکلاتی روبه‌رو می‌کند.
ٔدر آن‌سوی دیوار، پسر حرامزادهٔ ند استارک یعنی جان اسنو به نگهبانان شب می‌پیوندد. نگهبانان شب گروهی از سربازان هستند که قسم خورده‌اند تا از دیواری که هفت اقلیم را از آن سوی مجهول و خطرناک دیوار جدا می‌کند، دفاع کنند. اما موجوداتی که به باور بسیاری، مدت‌هاست از بین رفته‌اند، امنیت وستروس را تهدید می‌کنند.

### مکان‌ها
|                     | قس. ۱ | قس. ۲ | قس. ۳ | قس. ۴ | قس. ۵ | قس. ۶ | قس. ۷ | قس. ۸ | قس. ۹ | قس. ۱۰ | مجموع |
| ------------------- | ----- | ----- | ----- | ----- | ----- | ----- | ----- | ----- | ----- | ------ | ----- |
| سرزمین پادشاهی      | Yes   |       | Yes   | Yes   | Yes   | Yes   | Yes   | Yes   | Yes   | Yes    | ۹     |
| وینترفل             | Yes   | Yes   | Yes   | Yes   | Yes   | Yes   | Yes   | Yes   |       | Yes    | ۹     |
| وائس دوتراک         |       | Yes   | Yes   | Yes   |       | Yes   | Yes   | Yes   | Yes   | Yes    | ۸     |
| دیوار               |       | Yes   | Yes   | Yes   |       |       | Yes   | Yes   | Yes   | Yes    | ۷     |
| ریورران             |       |       |       |       |       |       | Yes   | Yes   | Yes   | Yes    | ۴     |
| آیری                |       |       |       |       | Yes   | Yes   |       | Yes   |       |        | ۳     |
| کاروان‌سراها در جاده |       | Yes   |       | Yes   |       |       |       |       |       |        | ۲     |
| آن‌سوی دیوار         | Yes   |       |       |       |       |       |       |       |       |        | ۱     |
| پنتوس               | Yes   |       |       |       |       |       |       |       |       |        | ۱     |
| دوقلوها             |       |       |       |       |       |       |       |       | Yes   |        | ۱     |

## تولید

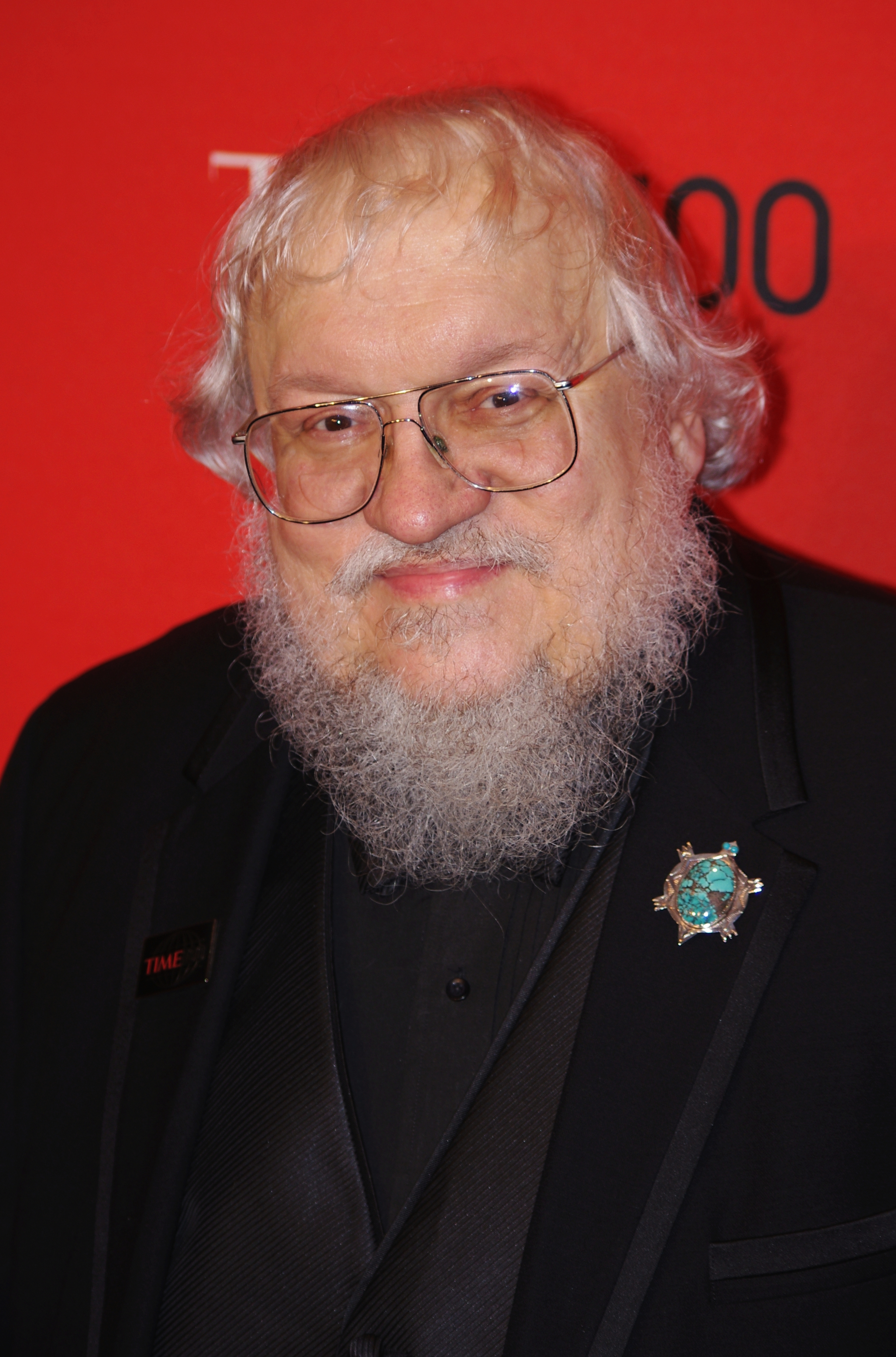
جرج آر. آر. مارتین کارگردان این اثر

دیوید بنیاف و دی. بی. وایس از نویسندگان و تهیه‌کنندگان اصلی این فصل بودند. آن‌ها ۸ اپیزود از این فصل را نوشته‌اند. ۲ اپیزود دیگر توسط برایان کاگمن و نویسنده رمان ترانه یخ و آتش، جورج آر.آر. مارتین نوشته شده‌است.
قسمت آزمایشی اولیه را تیم مک‌کارتی کارگردانی کرد، اما بیشتر صحنه‌ها بعداً توسط تیم ون پتن دوباره ضبط شد، وی همچنین قسمت دوم را نیز کارگردانی کرد. با این حال، از مک‌کارتی در اپیزود اول با عنوان تهیه‌کننده اجرایی یاد می‌شود. برایان کرک و دنیل میناهان هر کدام سه قسمت را کارگردانی کردند و آلن تیلور نیز دو قسمت پایانی را کارگردانی کرد.
پیش از این، بنیاف و وایس در دنیای سینما کار می‌کردند و هیچ‌کدام تجربه ساخت سریال نداشتند. برای همین مدت زمان برخی از قسمت‌های فصل اول، از مدت زمان مورد انتظار اچ‌بی‌او، ۱۰ دقیقه کمتر بود. به همین خاطر، آن‌ها طی دوهفته ۱۰۰ صفحه فیلم‌نامه جدید نوشتند. با توجه به بودجه کم برای فیلم‌برداری، صحنه‌های جدید طوری طراحی شدند که هزینه پایینی داشته باشند. بنیاف و وایس اشاره کردند که بسیاری از صحنه‌های محبوب آن‌ها در این فصل، در واقع بدون دلیل و بالاجبار ایجاد شده‌اند، از جمله سکانس بحث بین رابرت و سرسی دربارهٔ ازدواجشان.

### انتخاب بازیگر
در ۵ مه ۲۰۰۹، اعلام شد که پیتر دینکلیج برای بازی در نقش تیریون لنیستر و تیم مک‌کارتی برای کارگردانی قسمت آزمایشی قرارداد امضا کرده‌اند. در ۱۹ ژوئیه ۲۰۰۹، نام چندین بازیگر دیگر نیز اعلام شد، از جمله شان بین در نقش لرد ادارد استارک. دیگر بازیگران انتخاب شده برای بازی در قسمت آزمایشی کیت هرینگتون در نقش جان اسنو، جک گلیسون در نقش جافری براتیون، هری لوید در نقش ویسریس تارگرین و مارک ادی در نقش رابرت بارتیون.
در اوایل اوت ۲۰۰۹، اعلام شد که جنیفر اهل در نقش کتلین استارک بازی خواهد کرد. در ۲۰ اوت، نام بازیگران جدیدی اعلام شد. نیکولای کاستر-والدو در نقش جیمی لنیستر و تمزین مرکنت در نقش دنریس تارگرین به همراه ریچارد مدن در نقش راب استارک، ایان گلن در نقش سر جوراه مورمنت، آلفی آلن در نقش تئون گریجوی، سوفی ترنر در نقش سانسا استارک و میسی ویلیامز در نقش آریا استارک. در ۱ سپتامبر، لینا هیدی، بازیگر نقش سرسی لنیستر انتخاب شد. در ۲۳ سپتامبر، مارتین تأیید کرد که روری مک‌کین در نقش سندور کلیگان بازی خواهد کرد. بازی ایزاک همپستد رایت در نقش برن استارک در ۱۴ اکتبر اعلام شد و سه روز بعد بازی جیسون موموآ در نقش کال دروگو اعلام شد.
بعد از فیلمبرداری قسمت آزمایشی و تأیید سریال توسط شبکه، اعلام شد که میشل فرلی جانشین اهل در نقش کتلین استارک می‌شود. بعد از آن همچنین اعلام شد که امیلیا کلارک در نقش دنریس تارگرین بازی خواهد کرد.

### فیلم برداری
فیلم‌برداری‌های اولیه فصل اول مجموعه در تاریخ ۲۶ ژوئیه سال ۲۰۱۰ آغاز شد. مکان اصلی فیلم‌برداری پینت‌هال استدیوز در شهر بلفاست در شمال ایرلند بود. صحنه‌های فضای بیرونی نیز در شمال ایرلند در تپه‌های شنی کوه‌های مورن (به‌عنوان وائس دوتراک)، کسل وارد (به‌عنوان وینترفل)، زمین‌های اطراف سینت‌فیلد (به‌عنوان جنگل گادزوود در وینترفل)، پارک جنگلی تولی‌مور (برای صحنه‌های بیرونی)، کارن‌کسل (صحنهٔ اعدام)، معدن سنگ ماگ‌هرامورن (به‌عنوان کسل بلک) و قلعهٔ شین (به‌عنوان زمین‌های مسابقه) فیلم‌برداری شدند. از قلعهٔ دون در استیرلینگ اسکاتلند در قسمت آزمایشی اصلی برای نمای بیرونی و داخلی وینترفل استفاده شد. تهیه‌کنندگان در ابتدا تصمیم گرفتند تا تمامی مجموعه را در اسکاتلند فیلم‌برداری کنند، اما کم‌کم شمال ایرلند را به دلیل فضای کافی برای استدیو ترجیح دادند.
فیلم‌برداری قسمت‌هایی که در فصل اول در جنوب اتفاق می‌افتادند پس از جابه‌جایی از کشور مراکش در قسمت آزمایشی، در کشور مالت انجام شد. شهر ایمدینا برای برداشت صحنه‌های کینگز لندینگ انتخاب شد. همچنین فیلم‌برداری در قلعهٔ مانوئل (برای سپت بیلور)، جزیره غودش (برای سرزمین‌های دوتراکی‌ها)، قصر سن‌آنتون، قلعه ریکاسولی، قلعه سنت‌آنجلو و صومعه سنت‌دومنیک (همهٔ این مکان‌ها برای صحنه‌های داخل رد کیپ) نیز صورت گرفت.

## قسمت‌ها
| شم. کلی | شم. در فصل | عنوان                              | کارگردان      | نویسنده                                                                                         | تاریخ انتشار اصلی | ایالات متحدهٔ آمریکا تعداد بیننده (میلیون) |
| --- | ---------- | ---------------------------------- | ------------- | ----------------------------------------------------------------------------------------------- | ----------------- | ----------------------------------------- |
| ۱ | ۱          | «زمستان در راه است»                | تیم وان پاتن  | دیوید بنیاف و دی. بی. وایس                                                                      | ۱۷ آوریل ۲۰۱۱     | ۲٫۲۲                                      |
| در شمال هفت پادشاهی وستروس، سربازان نگهبان شب توسط وایت واکرهای ماوراء طبیعی مورد حمله قرار می گیرند. یک سرباز فرار می کند اما در قلعه وینترفل اسیر می شود. ادارد "ند" استارک، او را به دلیل فرار از خدمت اعدام می کند. بعد تر شش توله گرگ یتیم پیدا می‌شوند و یکی به هر خواهر و برادر استارک داده می‌شود، از جمله پسر نامشروع نِد، جان اسنو. در کینگز لندینگ، پایتخت هفت پادشاهی، جان آرین، دست راست پادشاه، به طور ناگهانی می میرد. پادشاه رابرت براتیون، دوست قدیمی ند، به وینترفل سفر می کند تا ند را به عنوان دست راست جدید خود برگزیند و پیشنهاد ازدواج بین وارثش جافری و دختر ند، سانسا را بدهد. لیزا آرین، بیوه جان آرین (دست راست کشته شده پادشاه)، به خواهرش (همسر ند)، کاتلین، نامه ای محرمانه می فرستد و ادعا می کند لنیسترها (خانواده ملکه سرسی، همسر کنونی پادشاه) آرین را به قتل رسانده اند. کاتلین بر این باور است که لنیسترها اکنون علیه پادشاه رابرت نقشه می کشند. پسر جوان ند، بران، از یک برج بلند بالا می رود و ناگهان سرسی و برادرش، جیمی لنیستر را که در حال رابطه جنسی هستند میبیند. جیمی برای پنهان ماندن این موضوع، بران را از پنجره به پایین می‌اندازد. در آن سوی دریای باریک در اسوس، شاهزاده ویسریس تارگرین تبعیدی، خواهرش دنریس را مجبور می کند تا در ازای ارتشی برای فتح وستروس و بازپس گیری تاج و تخت آهنین، با فرمانده جنگ دوتراکی، دروگو، ازدواج کند. تارگرین‌ها زمانی به اژدها فرمان می‌دادند و به دنریس سه تخم فسیل شده اژدها به عنوان هدیه عروسی داده می‌شود. |            |                                    |               |                                                                                                 |                   |                                           |
| ۲ | ۲          | «جاده شاهی»                        | تیم ون پتن    | دیوید بنیاف و دی.بی. وایس                                                                       | ۲۴ آوریل ۲۰۱۱     | ۲٫۲۰                                      |
| سرنوشت برن در هاله‌ای از ابهام باقی می‌ماند . ند، دست راست جدید پادشاه، همراه با دخترانش، سانسا و آریا، به سرزمین پادشاه سفر می کنند. کتلین در وینترفِل می ماند تا از بران پرستاری و مراقبت کند. یک قاتل به بران حمله می کند، اما کاتلین در مقابل او مقاومت می کند و گرگ بران، سامر، مهاجمی که قصد کشتن بران را داشت را می‌کشد. کاتلین مظنون است که لنیسترها پشت این حمله بوده‌اند. پسر نامشروع ند، جون، به همراه عمویش بنجن استارک با همراهی برادر کوتوله ملکه سرسی به شمال می‌رود تا به نگهبانان شب بپیوندند، یک سازه یخی عظیم که قبایل وایلدلینگ و وایت واکرهای افسانه‌ای را از وستروس متمدن دور نگه می‌دارد. جون قبل از حرکت، شمشیری نازک به آریا میدهد. شاهزاده جافری در امتداد Kingsroad در مسیرشان به سمت کینگز لندینگ، دوست آریا را که پسربچه‌ای معمولی و از عوام است تهدید می کند و بعداً او را به قتل می رساند. نایمریا، گرگ آریا، از او دفاع می کند و جافری را گاز می گیرد. سرسی از رابرت می خواهد که گرگ را بکشد، اما آریا گرگ را که نایمریا نام دارد در جنگل رها می کند. به جای آن، گرگ سانسا که لیدی نام دارد کشته می شود. در همین حین در حالی که ویسریس در انتظار فرصت برای پس‌گرفتن پادشاهی است، دنریس خواهر ویسریس توجهش را صرف یادگیری چگونه خشنود کردن شوهرش دروگو می‌کند. |            |                                    |               |                                                                                                 |                   |                                           |
| ۳ | ۳          | «لرد اسنو»                         | برایان کرک    | دیوید بنیاف و دی.بی. وایس                                                                       | ۱ مه ۲۰۱۱         | ۲٫۴۴                                      |
| ند به شورای کوچک سلطنتی در پایتخت (سرزمین پادشاهی) ملحق می‌شود و از وضعیت آشفته ادارهٔ مملکت آگاه می‌شود. کتلین تصمیم می‌گیرد تا خودش به جنوب برود و به شوهرش هشدار بدهد، اما دوست و مشاور قدیمی پیتر «لیتل‌فینگر» بیلیش مانع او می‌شود. برندون متوجه می‌شود که دیگر نمی‌تواند راه برود. او به کسی نمی‌گوید که جیمی لنیستر او را هل داده و می‌گوید که از دیوار افتاده و چیز دیگری به خاطر نمی‌آورد. جان سعی می‌کند به زندگی بر روی دیوار عادت کند و با عده‌ای که اشراف‌زاده نیستند، تمرین می‌کند. تیریون هم از دیوار دیدن می‌کند و فرمانده به او می‌گوید که آن‌ها برای مقابله با نیروی نامعلوم آن سوی دیوار به نیروی بیشتری احتیاج دارند. دنریس با افزایش اختیاراتش به عنوان کالیسی، شروع به ایستادن در مقابل ویسریس می‌کند. |            |                                    |               |                                                                                                 |                   |                                           |
| ۴ | ۴          | «چلاق‌ها، حرامزاده‌ها و چیزهای خراب» | برایان کرک    | بریان کاگمن                                                                                     | ۸ مه ۲۰۱۱         | ۲٫۴۵                                      |
| تیریون راهی به برن نشان می‌دهد تا او بتواند اسب‌سواری کند. ند به دنبال مدرک برای قتل جان ارین است که از قضیه پسر نامشروع رابرت خبردار می‌شود. رابرت مسابقه‌ای به احترام حضور ند برگزار می‌کند. جان از سمول تارلی دفاع می‌کند. پسری که هیچ دوستی ندارد و توانایی دفاع از خود را نیز ندارد. ویسریس عصبانی با خواهرش درگیر می‌شود. سانسا در سرش رؤیای ملکه شدن دارد، در حالی که آریا رؤیای بسیار متفاوتی برای آینده خود دارد. کتلین پیش متحدین پدرش می‌رود و تیریون را به جرم سوءقصد به جان برن دستگیر می‌کند. |            |                                    |               |                                                                                                 |                   |                                           |
| ۵ | ۵          | «گرگ و شیر»                        | برایان کرک    | دیوید بنیاف و دی.بی. وایس                                                                       | ۱۵ مه ۲۰۱۱        | ۲٫۵۸                                      |
| ند از همکاری در نقشه قتل دنریس باردار، خودداری می‌کند و از مقام مشاور پادشاهی استعفا می‌دهد و رابرت را بسیار عصبانی می‌کند. کتلین و تیریون به آیری محل سکونت خواهر کتلین، لیسا می‌رسند. خبر دستگیری تیریون به پایتخت می‌رسد که در آنجا جیمی لنیستر از ند می‌خواهد که پاسخگو باشد. مردان جیمی و ند درگیر می‌شود تا آنجا که یکی از یاران جیمی از پشت، خنجری به پای ند فرو می‌برد. جیمی برای نجات برادرش به آیری می‌رود. در همین حال، بار دیگر ویسریس و دنریس مقابل هم قرار می‌گیرند. |            |                                    |               |                                                                                                 |                   |                                           |
| ۶ | ۶          | «یک تاج طلایی»                     | دانیل میناهان | داستان : دیوید بنیاف و دی.بی. وایس نمایشنامۀ تلویزیونی : جین اسپنسن و دیوید بنیاف و دی.بی. وایس | ۲۲ مه ۲۰۱۱        | ۲٫۴۴                                      |
| برن در حال تمرین با زین جدیدش برای اسب‌سواری توسط وحشی‌ها (انسان‌هایی که در شمال دیوار خارج از مناطق متمدن زندگی می‌کنند) دستگیر می‌شود، اما راب و تئون او را نجات می‌دهند. ند در مقر پادشاهی می‌ماند، در حالی که رابرت به شکار رفته‌است، او از راز به‌جامانده توسط جان ارین باخبر می‌شود. جافری به اجبار مادرش از سانسا عذرخواهی می‌کند. ویسریس عصبانی دنریس را تهدید می‌کند و کال نیز در جواب، با ریختن طلای مذاب بر سر او، وی را می‌کشد. |            |                                    |               |                                                                                                 |                   |                                           |
| ۷ | ۷          | «یا می‌بری یا می‌میری»               | دانیل میناهان | دیوید بنیاف و دی.بی. وایس                                                                       | ۲۹ مه ۲۰۱۱        | ۲٫۴۰                                      |
| ند، سرسی را با حقیقت مرگ جان ارین مواجه می‌سازد. رابرت که توسط یک خوک وحشی زخمی شده، دستور می‌دهد که ند جانشین او شود تا بزرگترین پسرش به سن قانونی برسد. جان اسنو به عنوان نگهبان شب قسم می‌خورد. کال دروگو ارتشش را برای حمله به وستروس فرا می‌خواند، بعد از آن دنریس از سوءقصد، جان سالم به‌در می‌برد. ند به بیلیش می‌گوید که همکاری گارد شهر پادشاهی را تضمین کند تا لنیسترها را از آن‌جا خارج کنند و فاش می‌کند که جافری فرزند رابرت نیست، بلکه فرزند جیمی است و پادشاه بر حق وستروس، برادر رابرت، استنیس است. ند نامهٔ رابرت را پیش سرسی، جافری و مشاوران می‌برد. اما بیلیش و نگهبانان شهر، نشان می‌دهند که با لنیسترها متحدند. ند را دستگیر می‌کنند و مردانش را می‌کشند. |            |                                    |               |                                                                                                 |                   |                                           |
| ۸ | ۸          | «نوک تیز»                          | دانیل میناهان | جرج آر. آر. مارتین                                                                              | ۵ ژوئن ۲۰۱۱       | ۲٫۷۲                                      |
| راب متحدین خانوادگی‌شان را برای جنگ فرامی‌خواند. سانسا از جافری خواهش می‌کند که زندگی پدرش را که در سیاه‌چال زندانی است، ببخشد. جان و نگهبانان شب با نیروهایی شیطانی در آن‌سوی دیوار مواجه می‌شوند و ارتش دروگو به سمت وستروس حرکت می‌کند. |            |                                    |               |                                                                                                 |                   |                                           |
| ۹ | ۹          | «بیلور»                            | آلن تیلور     | دیوید بنیاف و دی.بی. وایس                                                                       | ۱۲ ژوئن ۲۰۱۱      | ۲٫۶۶                                      |
| در حالی که نیروهای استارک‌ها و لنیسترها برای مقابله آماده می‌شوند، تیریون نیروهای خود را برای مقابله با راب رهبری می‌کنند. کتلین و راب هم به پیش لرد فری می‌روند تا درخواست کمک کنند. دروگو بر اثر عفونت زخمش در حال مرگ است و دنریس که چاره‌ای ندارد، از جادوی خون استفاده می‌کند تا او را زنده نگه دارد. ند برای نجات جان دخترانش و خودش، شهادت دروغ می‌دهد و جافری را پادشاه برحق اعلام می‌دارد. اما جافری بر خلاف قول خود، سر وی را از تن جدا می‌کند. |            |                                    |               |                                                                                                 |                   |                                           |
| ۱۰ | ۱۰         | «آتش و خون»                        | آلن تیلور     | دیوید بنیاف و دی.بی. وایس                                                                       | ۱۹ ژوئن ۲۰۱۱      | ۳٫۰۴                                      |
| خبر اعدام ند خیلی زود در هفت اقلیم پخش می‌شود. شمالی‌ها راب را به عنوان پادشاه خود اعلام می‌کنند. جیمی توسط استارک‌ها اسیر می‌شود و تایوین لنیستر، پسرش تیریون را مشاور پادشاه می‌کند تا در غیاب او، مراقب رفتار جافری و سرسی باشد. جان می‌خواهد دیوار را ترک کند تا انتقام پدرش را بگیرد، اما دوستانش او را قانع می‌کنند که نرود. دنریس متوجه می‌شود، پسری که در شکم داشته مرده و کال دروگو هم فقط یک زندگی گیاهی خواهد داشت. دنریس دروگو را می‌کشد و جنازه او به همراه جادوگر و سه تخم اژدها را می‌سوزاند. خودش هم به سوی شعله‌های آتش می‌رود و داخل آتش می‌شود. صبح روز بعد، دنریس سالم است و سه اژدهای او از تخم بیرون آمده‌اند. |            |                                    |               |                                                                                                 |                   |                                           |

## بازخورد

### بازخورد منتقدین
بیشترین رسانه‌ها اعلام کرده بودند که انتظارات از این مجموعه بسیار بالاست. همچنین یک گروه هواداری تشکیل شده بود که پیشرفت سریال را با دقت بررسی می‌کرد. تا آوریل ۲۰۱۱، بیشتر رسانه‌ها این سریال را جز مواردی قرار داده بودند که در سال ۲۰۱۱ باید به آن توجه ویژه‌ای داشت.
نمره فصل اول در وبگاه متاکریتیک ۷۹ از ۱۰۰ است که حاکی از «تحسین عمومی» است.

### جوایز و نامزدی‌ها
فصل اول بازی تاج و تخت، نامزد دریافت ۱۳ جایزه امی شد؛ که از این بین جایزه بهترین بازیگر نقش اول مرد برای پیتر دینکلیج و بهترین تیتراژ را ازآن خود کرد. دینکلیج همچنین جوایز گولدن گلوب، اسکریم و ستلایت برای بهترین بازیگر نقش اول مرد را نیز برد.